# Гава, Антонио
Антонио Гава (итал. Antonio Gava; 30 июля 1930, Кастелламмаре-ди-Стабия, Италия — 8 августа 2008, Рим, Италия) — итальянский политический деятель, министр внутренних дел Италии (1988—1990).

## Биография
Получил высшее юридическое образование.
В 1972 г. был избран членом палаты депутатов от Христианско-демократической партии.
С 1980 г. — в правительстве, министр по связям с парламентом, затем министр почты и телекоммуникаций.
- 1987—1988 гг. — министр финансов,
- 1988—1990 гг. — министр внутренних дел Италии.

В 1993 г. был обвинён в причастности к деятельности мафии. Один из раскаявшихся членов неаполитанской мафии каморра обвинил Гаву в «прикрытии» деятельности босса Лоренцо Нуволетты. За это он был исключён из союза адвокатов и провёл год под домашним арестом.
Однако в 2006 г. он был оправдан.